# 淡路市立学習小学校
淡路市立学習小学校（あわじしりつがくしゅうしょうがっこう）は兵庫県淡路市久留麻にある日本の公立学校である。

## 概要
淡路島北東部に位置し、旧東浦町の南東部に位置する。1870年に直道館として創立されたこの学校は1879年に現在の位置に開校した。その後国民学校令により学習国民学校となり、第二次世界大戦後の学制改革によって、学習小学校となった。市町村合併により東浦町立学習小学校、淡路市立学習小学校へと名前を変えて現在に至る。2019年に淡路市立釜口小学校の児童数減少のため釜口小と統合した。旧釜口小の通学区域の児童はスクールバスで学習小へと通学する。校名の由来は、論語の学而第一の「学んで時に之を習う、又悦
ばしからずや」に由来する。

## 歴史
- 1870年 (明治3年) - 高須賀に直道館を設立。
- 1874年 (明治7年) - 勝福寺に可里耶校を開設。
- 1879年 (明治12年) - 学習校創立。
- 1941年 (昭和16年) - 学習国民学校と改称。
- 1961年6月19日 (昭和36年) - 東浦町立学習小学校と改称。
- 1980年2月17日 (昭和55年) - 創立100周年記念式典が行われる。
- 1987年2月28日 (昭和62年) - オープンスペース方式を取り入れた新校舎が完成する。
- 1989年6月7日 (平成元年) - 公立学校優良施設として文部大臣奨励賞を受賞する。
- 2005年4月1日 (平成17年) - 淡路市立学習小学校と改称。
- 2019年4月1日 (平成31年) - 淡路市立釜口小学校と統合し、新しく淡路市立学習小学校となる。

## 通学区域
- 釜口、下田、谷、仮屋、久留麻[3]

## 通学先中学校
- 淡路市立東浦中学校

## アクセス
- 神戸淡路鳴門自動車道　東浦ICから車で7分
- 仮屋バス停(あわ神あわ姫バス)から徒歩2分

## 著名な出身者
- 近本光司 (野球選手)
- 山本大貴 (野球選手)

## 通学区域が隣接している学校
- 淡路市立浦小学校
- 淡路市立北淡小学校
- 淡路市立津名東小学校